# Dhamrai
Dhamrai (en bengali : ধামরাই) est une upazila du Bangladesh dans le district de Dhaka. En 1991, on y dénombrait 312 777 habitants.